# Neudorf (Döbeln)
Neudorf ist ein Dorf, das in der Ortschaft Ebersbach der Stadt Döbeln im sächsischen Landkreis Mittelsachsen liegt.

## Geographie
Neudorf liegt südlich von Döbeln und Mannsdorf, westlich von Ebersbach und nördlich von Heyda und Knobelsdorf. Neudorf liegt an der B 169 auf einer Höhe von etwa 265 m. Ursprünglich war die Siedlung eine Bauern- und Häuslersiedlung in Häusler- bzw. Streusiedlung.

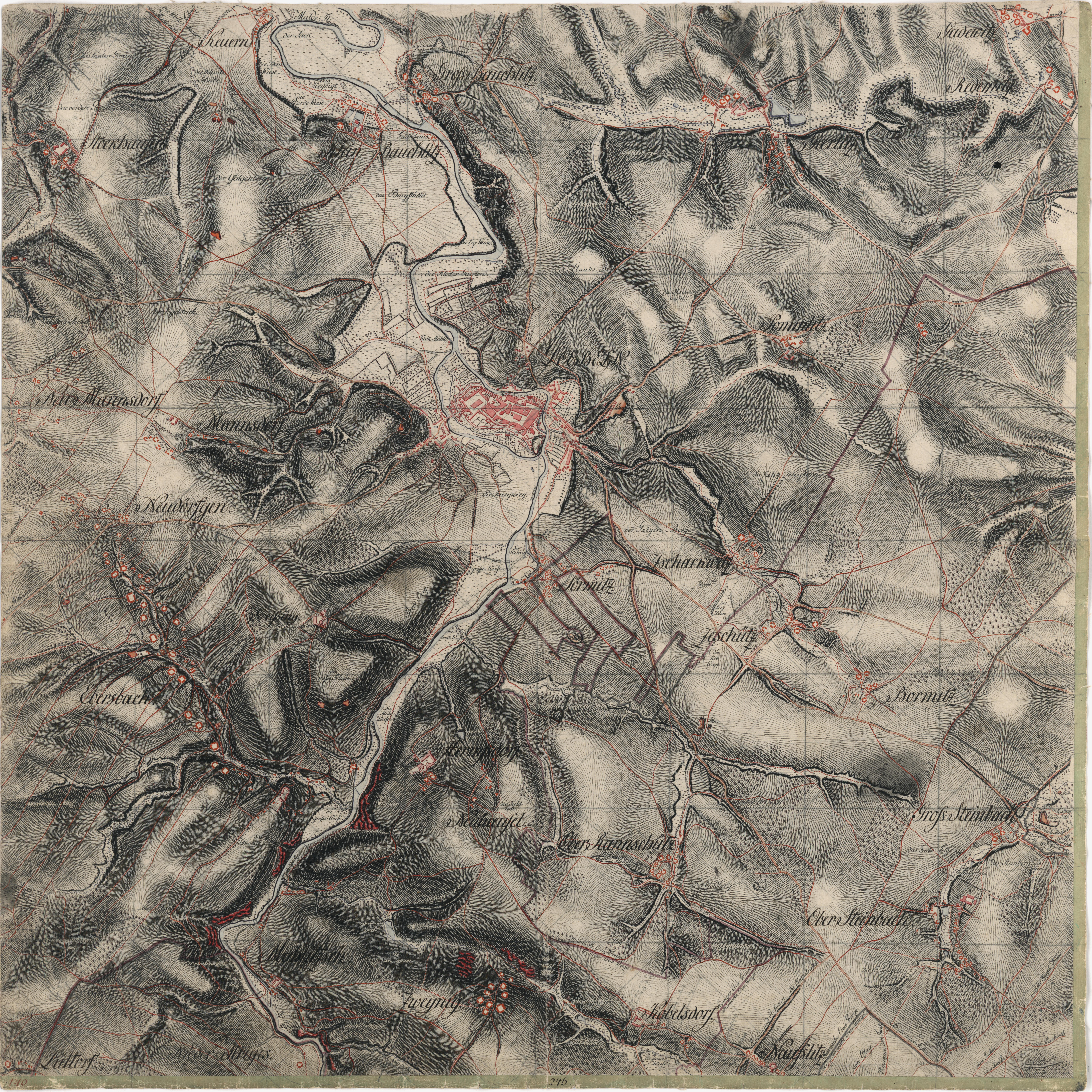
Neudörfgen auf einer Karte von 1800 südlich von Döbeln (hier links, da die Karte nicht nordweisend ist)

## Geschichte
Neudorf wurde spätestens 1348 – 52 als Nuendorf erstmals erwähnt. Spätere Ortsnamensformen sind Neuendorf (1350), Neudörffgen an der Heyda (1661) und Neudorf b. Döbeln (Neudörfchen) (1875). Auf der nebenstehenden Karte aus dem Jahr 1800 wird der Ort mit Neudörfgen benannt.
Für Ende des 15. Jahrhunderts und 1606 ist ein Zugehörigkeit zum Rittergut Heyda belegt. Später (mindestens 166 und 1764) gab es ein eigenständiges Rittergut Neudorf, das 1764 und 1834 zwar über grund- und gerichtsherrschaftliche Befugnisse, nicht jedoch über (herrschaftliche) Wohngebäude verfügte (sog. trockenes Rittergut). Als Besitzer des Rittergutes Neudorf sind die Familien von Hartitzsch, von Carlowitz und von Löben bekannt. Neudorf ist seit jeher nach Döbeln gepfarrt. Neudorf war im  Amt Leisnig und später dem Gerichtsamt, der Amtshauptmannschaft und dem (Land-)Kreis Döbeln organisiert, bis dieser im Landkreis Mittelsachsen aufging. Neudorf gehörte seit 1950 zunächst zu Mannsdorf, ab 1972 durch die Eingemeindung Mannsdorfs zu Ebersbach, bis dieses zum 1. Juli 2011 nach Döbeln eingemeindet wurde. Neudorf ist heute ein offizieller Teil der Ortschaft Ebersbach.
Bei Neudorf befindet sich die Wüstung Rursdorf.
| Jahr          | 1661                   | 1764                         | 1834 | 1871 | 1890 | 1910 | 1925 | 1939 | 1946 |
| ------------- | ---------------------- | ---------------------------- | ---- | ---- | ---- | ---- | ---- | ---- | ---- |
| Einwohnerzahl | 31 Gärtner und Häusler | 26 besessene Mann, 8 Häusler | 146  | 209  | 188  | 180  | 201  | 183  | 206  |

1925 lebten im Ort 194 Lutheraner, 2 Katholiken und 5 andersgläubige.

## Belege
1. ↑  Freistaat Sachsen – Statistisches Landesamt – Kleinräumiges Gemeindeblatt. (PDF; 983 KB) S. 5, abgerufen am 5. September 2024.
2. ↑  HOV | Verfassung. Abgerufen am 30. Dezember 2023.
3. 1 2  Döbeln: Rittergut Neudorf | Sachsens Schlösser. 8. August 2012, abgerufen am 30. Dezember 2023.
4. ↑  Neudorf (3) – HOV | ISGV. Abgerufen am 30. Dezember 2023.
5. ↑  Große Kreisstadt Döbeln: Hauptsatzung der Großen Kreisstadt Döbeln. 13. Dezember 2019, abgerufen am 30. Dezember 2023.